# 1972 у Миколаєві
| Роки в Миколаєві ← • 1901 • 1902 • 1903 • 1904 • 1905 • 1906 • 1907 • 1908 • 1909 • 1910 • 1911 • 1912 • 1913 • 1914 • 1915 • 1916 • 1917 • 1918 • 1919 • 1920 • 1921 • 1922 • 1923 • 1924 • 1925 • 1926 • 1927 • 1928 • 1929 • 1930 • 1931 • 1932 • 1933 • 1934 • 1935 • 1936 • 1937 • 1938 • 1939 • 1940 • 1941 • 1942 • 1943 • 1944 • 1945 • 1946 • 1947 • 1948 • 1949 • 1950 • 1951 • 1952 • 1953 • 1954 • 1955 • 1956 • 1957 • 1958 • 1959 • 1960 • 1961 • 1962 • 1963 • 1964 • 1965 • 1966 • 1967 • 1968 • 1969 • 1970 • 1971 • 1972 • 1973 • 1974 • 1975 • 1976 • 1977 • 1978 • 1979 • 1980 • 1981 • 1982 • 1983 • 1984 • 1985 • 1986 • 1987 • 1988 • 1989 • 1990 • 1991 • 1992 • 1993 • 1994 • 1995 • 1996 • 1997 • 1998 • 1999 • 2000 • → |

1972 у Миколаєві — список важливих подій, що відбулись у 1972 році в Миколаєві. Також подано перелік відомих осіб, пов'язаних з містом, що народились або померли цього року, отримали почесні звання від міста.

## Події

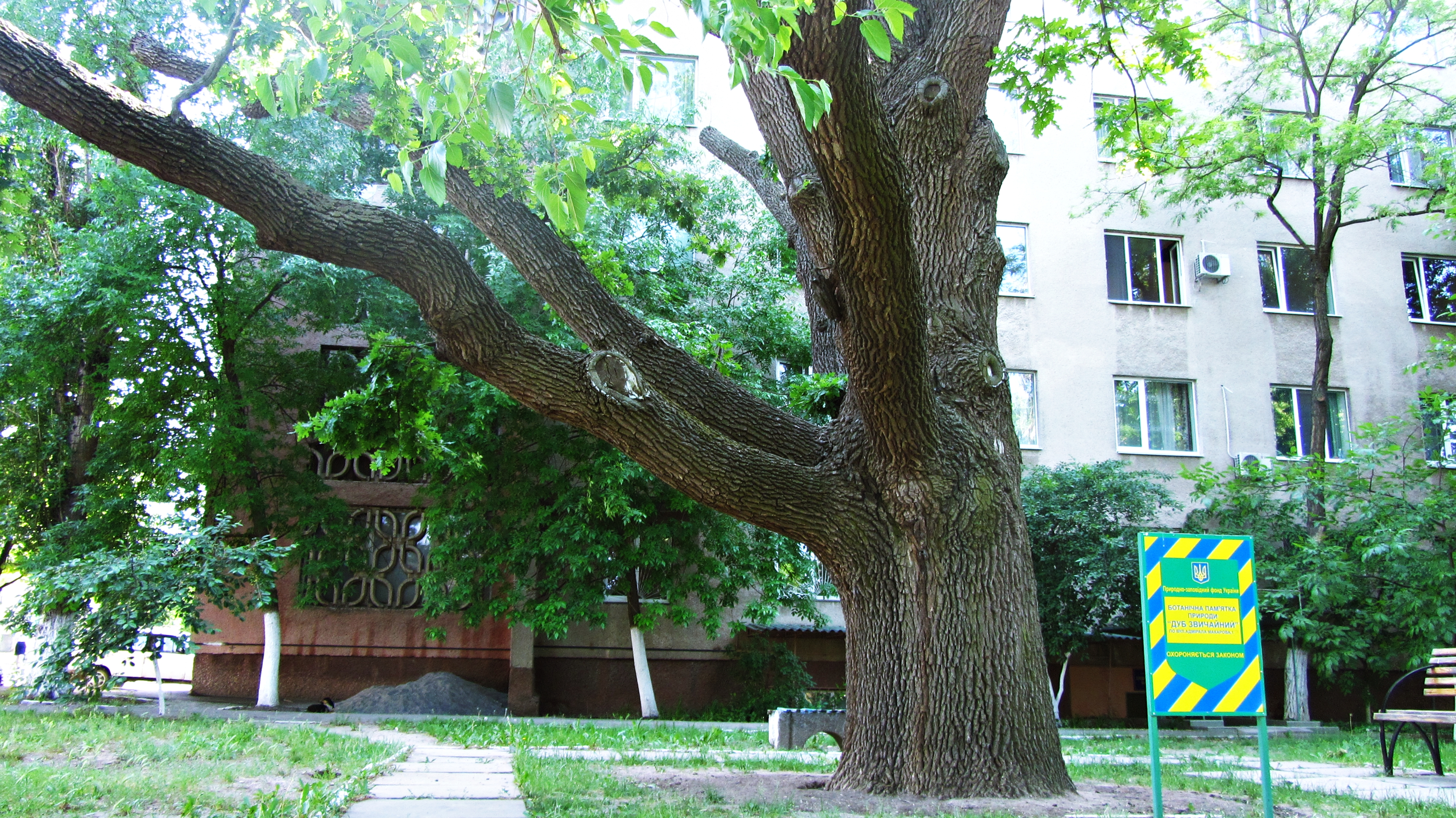
Дуб черешчатий по вулиці Адмірала Макарова, 1

- 21 липня на заводі імені 61 комунара спущений на воду великий протичовновий корабель проєкту 1134Б «Керч».
- Рішенням Миколаївської обласної ради № 391 від 21 липня 1972 року дуб черешчатий по вулиці Адмірала Макарова, 1 (4-а міська лікарня) отримав статус ботанічної пам'ятки природи місцевого значення.
- У березні ліквідований Миколаївський трест промислового будівництва «Миколаївпромбуд», створений у лютому 1938 року, що здійснював будівництво промислових підприємств Миколаєва і Миколаївської області. На його базі створений комбінат «Миколаївпромбуд» (з 1987 — «Миколаївбуд»), що займався будівництвом промислових і житлових будинків та культурно-побутових об'єктів[1].
- За розпорядженням Миколаївського міськвиконкому Миколаївському обласному театру ляльок, що відкрився за два роки до цього і не мав свого приміщення, було передано історичну будівлю за адресою: вулиця Потьомкінська, 53[2].

## Особи

### Очільники
- Голова виконавчого комітету Миколаївської міської ради — Микола Брюханов.
- 1-й секретар Миколаївського міського комітету КПУ — Леонід Шараєв.

### Почесні громадяни
- Щербаков Павло Миколайович (4 серпня 1927, село Сергіївка, тепер Братського району Миколаївської області — 8 травня 2006, Миколаїв Миколаївської області) — український радянський діяч, суднобудівник, бригадир судноскладальників Чорноморського суднобудівного заводу Миколаївської області. Герой Соціалістичної Праці (25.07.1966). Депутат Верховної Ради СРСР 7—8-го скликань (1966—1974).

### Народились
- Шенкевич Сергій Іванович (нар. 16 серпня 1972, Миколаїв) — український фехтувальник, 2008 р. став дворазовим бронзовим призером ХІІІ Паралімпійських ігор в м. Пекін (Китай) з фехтування на візках (ураження опорно-рухового апарату).
- Мизенко Олександр Вікторович (нар. 18 січня 1972, Кіровоград) — радянський та український футболіст, що виступав на позиції півзахисника і нападника. У складі футбольного клубу «Евіс» провів 59 матчів, забив 6 голів.
- Хлань Сергій Володимирович (нар. 29 червня 1972, м. Снігурівка, Миколаївська область) — український політик, народний депутат України. Член партії «Блок Петра Порошенка». Закінчив Миколаївський педагогічний інститут за спеціальністю вчитель математики та фізики та Національний університет кораблебудування імені адмірала Макарова за спеціальністю менеджмент організацій.
- Бедзай Ігор Володимирович ({н}} 20 липня 1972, Миколаїв — пом. 7 травня 2022) — полковник Військово-Морських Сил Збройних Сил України, начальник служби безпеки польотів — старший інспектор-льотчик Командування ВМС ЗС України. Герой України.
- Підберезняк Вадим Іванович (нар. 22 березня 1972, Миколаїв) — народний депутат України Верховної Ради України VIII скликання. Голова Миколаївської обласної організації «Народний фронт».
- Півень Євген Олексійович (нар. 2 грудня 1972, Веймар, Німеччина — пом. 4 жовтня 2014, Донецьк, Україна) — підполковник Збройних сил України, загинув в ході російсько-української війни. Один із «кіборгів». Проживав за місцем військової служби у Миколаєві.
- Пономаренко Володимир Миколайович (нар. 29 жовтня 1972, Миколаїв) — український футболіст та тренер, грав на позиції півзахисника.
- Бугай Сергій Іванович (нар. 29 вересня 1972, Миколаїв) — радянський та український футболіст, захисник, пізніше — тренер.
- Собещаков Сергій Михайлович (нар. 3 березня 1972, Миколаїв) — радянський та український футболіст, воротар. Срібний призер чемпіонату та фіналіст кубку Молдови сезону 2011/12 років.
- Лавренцов Олександр Сергійович (нар. 15 грудня 1972, Ізмаїл, Одеська область) — український футболіст, воротар та тренер. У складі футбольного клубу «Миколаїв» провів 116 матчів.
- Ульяницький Віктор Васильович (нар. 7 серпня 1972) — радянський та український футболіст, захисник та півзахисник, згодом — футбольний тренер. У складі футбольного клубу «Евіс» провів 57 матчів, забив 2 голи.
- Савка Іван Іванович (29 лютого 1972) — народний депутат України 8-го скликання. Член фракції партії «Народний фронт». Проживає в Миколаєві.
- Пасічний Олександр Станіславович (нар. 3 листопада 1972, Миколаїв) — український приватний підприємець, політик. Народний депутат України 9-го скликання.
- Жениленко В'ячеслав Миколайович (нар. 27 червня 1972, Кременчук, Полтавська область, УРСР) — радянський та український футболіст, нападник. У вищій лізі чемпіонату України виступав за миколаївський «Евіс». У складі миколаївської команди провів 266 матчів (рекорд клубу).
- Кручиніна Любов Геннадіївна (нар. 16 жовтня 1972, Миколаїв) — радянська і українська фристайлістка, чемпіонка СРСР (1988—1989); чемпіонка світу-1990 в акробатиці. Майстер спорту СРСР.
- Голодницький Олександр Григорович (нар. 9 вересня 1972, Миколаїв) — український державний службовець, начальник філії «Дельта-лоцман», виконувач обов'язків голови державного підприємства «Адміністрація морських портів України», віцепрезидент Асоціації портів України «Укрпорт».

### Померли
- Волобуєв Михайло Симонович (нар. 11 (24) січня 1903, Миколаїв — пом. 20 червня 1972, Ростов-на-Дону) — український економіст 1930-х років. Науковий працівник науково-дослідного інституту ВУАН у Харкові. Автор концепції економічної самодостатності УСРР.
- Водолажченко Ольга Гаврилівна (нар. 28 травня 1888, Севастополь — пом. 30 жовтня 1972, Миколаїв) — історик, філолог, архівіст, джерелознавець, перекладач та науковий співробітник Харківської науково-дослідної кафедри історії культури.
- Колбанов Іван Олександрович (нар. 23 липня (5 серпня) 1910, Миколаїв — пом. 1972, Миколаїв) — радянський футболіст, нападник, тренер. Заслужений тренер СРСР.
- Денисов Михайло Вікторович (нар. 1908, Миколаїв, Російська імперія — пом. 1972, Челябінськ, РРФСР) — радянський футболіст, захисник. Грав за команди «Местран» Миколаїв (1927 — червень 1929), «Динамо» Київ (липень 1929—1931), «Динамо» Іваново (1932—1935), «Динамо» Куйбишев (1936, по липень). З вересня 1936 по 1940 рік грав за ленінградське «Динамо». У 1941—1947 роках — у складі «Динамо» (Челябінськ).
- Гульст Веніамін Наумович (нар. 27 червня 1900, Миколаїв — пом. 1972, Москва) — співробітник органів державної безпеки, 1-й заступник народного комісара внутрішніх справ Естонської РСР, генерал-майор (1945).